# مشروع الشقيق للكهرباء
مشروع الشقيق 2 IWPP (مشروع للمياه والكهرباء) هو مشروع متكامل لتوليد المياه والكهرباء في الشقيق بالمملكة العربية السعودية. بدأ البدء بمشروع الشقيق في عام 2007 وبدأ فعليًا بالعمل في عام 2010. تقع وحدات الطاقة وتحلية المياه في المشروع بجوار مجمع الشقيق للطاقة وتحلية المياه، 105 كم من جنوب ابها و 140كم من شمال جازان على الساحل الغربي الجنوبي (البحر الأحمر) للمملكة العربية السعودية.
تقوم الكهرباء والمياه المنتجة في المصنع بتزويد الشبكة الجنوبية والمياه بأبها وجيزان والمدن الجنوبية الأخرى بالطاقة. المصنع حاليا على هو يقوم بتزويد هذه المناطق بشكل كامل.
يعتمد المشروع على أساس BOO (Build Own Operate)، وفقًا لاتفاقية شراء الطاقة والمياه لمدة 20 عامًا لتصميم وبناء والتكليف والاختبار والملكية والتشغيل والصيانة لـ 850 ميجاوات من الزيت الخام العربي الجديد. الطاقة المطلقة ومحطة تحلية مياه تبلغ مساحتها 212000 متر مكعب في اليوم (47 مليون متر مكعب ) ومرافق مرتبطة بها.

## المساهمين
المصنع مملوك لشركة SqWEC (شركة شقيق للمياه والكهرباء) والمساهمون هم:
- أكوا باور : 40٪
- صندوق الاستثمار العام: 32٪
- مجلس الاستثمار الخليجي: 20٪
- الشركة السعودية للكهرباء : 8٪

## الجدول الزمني للمشروع
| معلما                                | تاريخ          |
| ------------------------------------ | -------------- |
| توقيع اتفاقيات LLA ، PWPA ،EPC و O&M | 28 فبراير 2007 |
| بدأ العمل الفعلي                     | 27 مارس 2007   |
| ICOD                                 | 1 مايو 2010    |
| PCOD                                 | 1 ديسمبر 2010  |

- LLA: اتفاقية تأجير الأراضي
- PWPA: اتفاق شراء الطاقة والمياه
- EPC: الهندسة والمشتريات والبناء
- O&M: التشغيل والصيانة
- ICOD:تاريخ بدأ التشغيل
- PCOD: تاريخ العملية التجارية للمشروع

## تكوين المصنع
يتكون مشروع الشقيق من ثلاث (3) وحدات من الغلايات العربية التي تعمل بنفط الخام الثقيل، (3) توربينات بخارية مكثفة، واحدة لمياه التناضح العكسي التي تضم 16 قطارًا. تم تنفيذ بناء محطة الطاقة وتحلية المياه بواسطة شركة MHI ( شركة ميتسوبيشي للصناعات الثقيلة ).
يتم تزويد الكهرباء إلى National Grid، SA عبر محطة GIS الفرعية بقدرة 380 كيلوفولت والتي تم بناؤها بواسطة أريفا، والآن ألستوم .